# Teslova turbina
Teslova turbína [têslova ~] je brezlopatična turbina s centripetalnim tokom, ki jo je izumil Nikola Tesla leta 1913. Uporablja pojav »mejne plasti«, za razliko od konvencionalnih turbin pri katerih tekočina zadane lopatice. Teslova turbina se v praksi veliko ne uporablja, možno področje uporabe pa je geotermalna in vetrna energija. Turbino se lahko preuredi, da deluje kot črpalka.
Teslova turbina nima lopatic, ampak samo povsem gladke diske, ki so razporejeni zelo blizu skupaj. Plin, ki vstopi na koncih diskov, prenese energijo preko viskoznosti (adhezije) na diske in izstopi skozi centralni izstopnik. Celotna naprava je zelo robustna.
Turbinski izkoristek (ki ni isto kot celotni izkoristek) turbine je nad 60 %, maksimum je 95 %. Tesla je izjavil, da bi lahko parna različica imela 95 % izkoristek.